# 三菱化学アグリ
三菱化学アグリ株式会社（みつびしかがくアグリ）は、かつて存在した三菱化学グループの肥料メーカー。農業用・家庭園芸用肥料の製造・販売や、花の宅配事業などを行っていた。
2009年10月1日、チッソ旭肥料株式会社と合併し、ジェイカムアグリ株式会社となる。

## 主な製品
- 水稲・麦・茶・芝向け化成肥料・有機肥料
- 園芸用肥料
- 水稲・園芸用育苗培土
- 花咲きラクダ（プランターをセットにした、花の宅配サービス）